# Catoptria caucasica
Catoptria caucasicus là một loài bướm đêm trong họ Crambidae.